# Spojené státy americké na letních olympijských hrách
Spojené státy americké na letních olympijských hrách startuje od roku 1896. Toto je přehled účastí, medailového zisku a vlajkonošů na dané sportovní události.

## Účast na Letních olympijských hrách
| Dějiště LOH            | LOH      | Vlajkonoš                  | Zlatá medaile | Stříbrná medaile | Bronzová medaile | Celkem |
| ---------------------- | -------- | -------------------------- | ------------- | ---------------- | ---------------- | ------ |
| 1896 Athény            | LOH 1896 | nebyl                      | 11            | 7                | 2                | 20     |
| 1900 Paříž             | LOH 1900 | nebyl                      | 19            | 14               | 14               | 47     |
| 1904 St. Louis         | LOH 1904 | nebyl                      | 76            | 78               | 77               | 231    |
| 1908 Londýn            | LOH 1908 | Ralph Rose                 | 23            | 12               | 12               | 47     |
| 1912 Stockholm         | LOH 1912 | George Bonhag              | 25            | 19               | 19               | 63     |
| 1920 Antverpy          | LOH 1920 | Pat McDonald               | 41            | 27               | 27               | 95     |
| 1924 Paříž             | LOH 1924 | Pat McDonald               | 45            | 27               | 27               | 99     |
| 1928 Amsterdam         | LOH 1928 | Clarence Houser            | 22            | 18               | 16               | 56     |
| 1932 Los Angeles       | LOH 1932 | Morgan Taylor              | 41            | 32               | 30               | 103    |
| 1936 Německo           | LOH 1936 | Al Jochim                  | 24            | 20               | 12               | 56     |
| 1948 Londýn            | LOH 1948 | Ralph Craig                | 38            | 27               | 19               | 84     |
| 1952 Helsinky          | LOH 1952 | Norman Cohn-Armitage       | 40            | 19               | 17               | 76     |
| 1956 Melbourne         | LOH 1956 | Norman Cohn-Armitage       | 32            | 25               | 17               | 74     |
| 1960 Řím               | LOH 1960 | Rafer Johnson              | 34            | 21               | 16               | 71     |
| 1964 Tokio             | LOH 1964 | Parry O'Brien              | 36            | 26               | 28               | 90     |
| 1968 Ciudad de México  | LOH 1968 | Jan Yorku Romary           | 45            | 28               | 34               | 107    |
| 1972 Mnichov           | LOH 1972 | Olga Fikotová              | 33            | 31               | 30               | 94     |
| 1976 Montréal          | LOH 1976 | Gary Hall                  | 34            | 35               | 25               | 94     |
| 1980 Moskva            | 1980     |                            |               |                  |                  | Ne     |
| 1984 Los Angeles       | LOH 1984 | Ed Burke                   | 83            | 61               | 30               | 174    |
| 1988 Soul              | LOH 1988 | Evelyn Ashfordová          | 36            | 31               | 27               | 94     |
| 1992 Barcelona         | LOH 1992 | Francie Larrieu-Smith      | 37            | 34               | 37               | 108    |
| 1996 Atlanta           | LOH 1996 | Bruce Baumgartner          | 44            | 32               | 25               | 101    |
| 2000 Sydney            | LOH 2000 | Cliff Meidl                | 37            | 24               | 33               | 94     |
| 2004 Athény            | LOH 2004 | Dawn Staley                | 36            | 39               | 27               | 102    |
| 2008 Peking            | LOH 2008 | Lopez Lomong               | 36            | 38               | 36               | 110    |
| 2012 Londýn            | LOH 2012 | Mariel Zagunisová          | 46            | 29               | 29               | 104    |
| 2016 Rio de Janeiro    | LOH 2016 | Michael Phelps             | 46            | 37               | 38               | 121    |
| 2020 Tokio             | LOH 2020 | Eddy Alvarez Sue Birdová   | 39            | 41               | 33               | 113    |
| 2024 Paříž             | LOH 2024 | LeBron James Coco Gauffová | 40            | 44               | 42               | 126    |
| Celkem                 | 29       |                            | 1105          | 879              | 780              | 2764   |
| Zdroj na Olympedia.org |          |                            |               |                  |                  |        |